# 玫瑰的鯛
玫瑰的鯛為輻鰭魚綱海魴目准的鯛科的其中一種，分布於全球三大洋海域，屬深海魚類，棲息深度150-730公尺，體色為玫瑰紅，腹部銀白色，腹鰭淡紅色有黑色鰭膜，口大眼睛大，背鰭硬棘7-8枚，背鰭軟條28-30枚，臀鰭硬棘1-2枚，臀鰭軟條29-30枚，體長可達31公分，棲息在中底層水域，屬肉食性，以頭足類及甲殼類為食，可作為食用魚。